# All That I Am
All That I Am é o décimo nono álbum de estúdio de 2005 da banda americana Santana. Assim como seus antecessores, o álbum fez considerável sucesso.
All That I Am entrou na parada Billboard Hot 200, da revista americana Billboard, na 2ª posição, embora não tenha alcançado o topo. Os principais hits do álbum foram "I'm Feeling You", com Michelle Branch e The Wreckers, e "Just Feel Better", com Steven Tyler (da banda Aerosmith), ambos chegaram às 5ª e 13ª posições das paradas da Billboard, respectivamente.
Seguindo a fórmula dos álbuns anteriores, as músicas de All That I Am têm forte influência de ritmos latinos, e a maioria conta com a participação de artistas famosos.

## Faixas
1. "Hermes" – 4:08
  - Escrita por Carlos Santana e S. Jurad
  - Produzida por Carlos Santana
2. "El Fuego" – 4:17
  - Escrita por Carlos Santana, Jean Shepherd e Richard Shepherd
  - Produzida por Carlos Santana
3. "I'm Feeling You" – 4:13
  - Com The Wreckers
  - Escrita por Kara DioGuardi, John Shanks e Michelle Branch
  - Produzida por John Shanks e Kara DioGuardi
4. "My Man" – 4:37
  - Com Big Boi and Mary J. Blige
  - Escrita por Antwan Patton, Nsilo Reddick, Nicholas Sherwood e Rob Thomas
  - Produzida por Big Boi e The Beat Bullies
5. "Just Feel Better" – 4:12
  - Com Steven Tyler
  - Escrita por Jamie Houston, Buck Johnson e Damon Johnson
  - Produzida por John Shanks
6. "I Am Somebody" – 4:02
  - Com Will.i.am
  - Escrita por Will.i.am e George Pajon, Jr.
  - Produzida por Will.i.am
  - Produção adicional por Lester Mendez
7. "Con Santana" – 3:18
  - Com Ismaïla and Sixu Toure, também conhecidos como Touré Kunda
  - Escrita por Carlos Santana, Ismaïla Toure e Tidane "Sixu" Toure
  - Produzida por Carlos Santana
8. "Twisted" – 5:11
  - Com Anthony Hamilton
  - Escrita por Dante Ross e Nandi Willis
  - Produzida por Dante Ross
9. "Trinity" – 3:33
  - Com Kirk Hammett e Robert Randolph
  - Escrita por Carlos Santana, Nusrat Fateh Ali Khan e Michael Brook
  - Produzida por Carlos Santana
10. "Cry Baby Cry" – 3:53
  - Com Sean Paul e Joss Stone
  - Escrita por Lester Mendez, Sean Paul, Kara DioGuardi e Jimmy Harry
  - Produzida e arranjada por Lester Mendez
11. "Brown Skin Girl" – 4:44
  - Com Bo Bice
  - Escrita por Jamie Houston
  - Produzida por Lester Mendez e Jamie Houston
  - Arranjo de vocais por Jamie Houston
12. "I Don't Wanna Lose Your Love" – 4:00
  - Com Los Lonely Boys
  - Escrita por Henry Garza, Ringo Garza e Joey Garza
  - Produzida por Carlos Santana
  - Produção adicional por John Proter e Los Lonely Boys
13. "Da Tu Amor" – 4:03
  - Escrita por Carlos Santana, Andy Vargas, e Gary Glenn
  - Produzida por Carlos Santana

| Críticas profissionais                                                      | Críticas profissionais |
| Avaliações da crítica                                                       | Avaliações da crítica  |
| Fonte                                                                       | Avaliação              |
| --------------------------------------------------------------------------- | ---------------------- |
| allmusic                                                                    | [ 3 ]                  |
| Rolling Stone                                                               | [ 4 ]                  |
| Esta tabela precisa de ser acompanhada por texto em prosa. Consulte o guia. |                        |

## Músicos
- Carlos Santana - vocais de apoio, guitarras
- Pauline Taylor - vocais de apoio
- Benny Rietveld - baixo
- Chester Thompson - órgão
- Dennis Chambers - bateria
- Karl Perazzo - congas, percussão, timbales, vocais de apoio
- Raul Rekow - congas, vocais de apoio
- Jeff Cressman - trombone
- Bill Ortiz - trompete